# Råstock
Råstock is een plaats in de gemeente Västerås in het landschap Västmanland en de provincie Västmanlands län in Zweden. De plaats heeft 75 inwoners (2005) en een oppervlakte van 26 hectare.